# Shut Up (album LaFee)
Shut Up – trzeci, a zarazem pierwszy anglojęzyczny, album studyjny niemieckiej piosenkarki LaFee, wydany na CD w Niemczech i w Rosji 27 czerwca 2008 roku nakładem EMI, Capitol Records i Gala Records. 28 stycznia 2009 roku album został wydany w Japonii nakładem Capitol Records.
Album zawiera anglojęzyczne wersje wybranych utworów z dwóch poprzednich albumów piosenkarki: LaFee (2006) i Jetzt erst recht (2007). Promujący album singel „Shut Up”, będący anglojęzyczną wersją utworu „Heul doch” z albumu Jetzt erst recht, miał premierę 30 maja 2008 roku w programie The Dome, emitowanym na kanale RTL Zwei. 

## Lista utworów
Opracowano na podstawie materiału źródłowego.
| Nr  | Tytuł utworu                                                       | Długość |
| --- | ------------------------------------------------------------------ | ------- |
| 1.  | „Midnight Strikes” (anglojęzyczna wersja utworu „Mitternacht”)     | 4:44    |
| 2.  | „Shut Up” (anglojęzyczna wersja utworu „Heul doch”)                | 4:02    |
| 3.  | „Now’s the Time” (anglojęzyczna wersja utworu „Jetzt erst recht”)  | 4:05    |
| 4.  | „On the First Night” (anglojęzyczna wersja utworu „Das erste Mal”) | 3:18    |
| 5.  | „Come On” (anglojęzyczna wersja utworu „Beweg dein Arsch”)         | 2:40    |
| 6.  | „Set Me Free” (anglojęzyczna wersja utworu „Lass mich frei”)       | 3:26    |
| 7.  | „Tell Me Why” (anglojęzyczna wersja utworu „Wer bin ich”)          | 4:27    |
| 8.  | „Little Princess” (anglojęzyczna wersja utworu „Prinzesschen”)     | 4:20    |
| 9.  | „Scabies” (anglojęzyczna wersja utworu „Virus”)                    | 3:55    |
| 10. | „What’s Wrong with Me” (anglojęzyczna wersja utworu „Was ist das”) | 4:00    |
| 11. | „Lonely Tears” (anglojęzyczna wersja utworu „Der Regen fällt”)     | 4:28    |
| 12. | „Hot” (anglojęzyczna wersja utworu „Heiß”)                         | 3:24    |
|     |                                                                    | 46:49   |

## Notowania na listach przebojów
| Lista (2008)                        | Pozycja |
| ----------------------------------- | ------- |
| Austria (Ö3 Austria Top 40)         | 31      |
| Niemcy (Offizielle Deutsche Charts) | 21      |